# Anne Marie Nivouliès de Pierrefort
Anne Marie Nivouliès de Pierrefort (Toulon, França, 6 de janeiro de 1879 - Rio de Janeiro, 1968) foi uma pintora impressionista francesa, que viveu grande parte de sua vida no Brasil.

## Biografia
Embora fosse descendente direta dos condes de Pierrefort, sua família era muito pobre e humilde. A despeito da pobreza, Pierrefort frequentou um colégio de freiras, conseguindo, em seguida, uma bolsa de estudos para a Escola de Belas Artes de Paris.
Ainda como estudante, frequentou ateliês de grandes mestres impressionistas como Pierre Auguste Renoir (1841-1919) e Pierre Bonnard (1867-1947). No ano de 1910, ganhou um prêmio de viagem da Escola de Belas Artes de Paris e viajou para a Tunísia, onde pintou diversas paisagens mediterrâneas.
Casou-se com Paul Ternisien, em 18 de maio de 1911. Cinco anos mais tarde, Pierrefort deu à luz seu único filho. No entanto, o menino nasceu com graves problemas de saúde, dentre os quais hidrocefalia, vindo a falecer aos 7 anos de idade.

### No Brasil
Em 1938, a pintora mudou-se para o Brasil, passando a residir na cidade do Rio de Janeiro. Em primeiro lugar morou na ilha de Paquetá, depois no bairro de Laranjeiras, e finalmente na Ladeira da Glória, de onde pintou muitas vezes as lindas paisagens vistas de sua janela.
No Rio de Janeiro, Pierrefort fez duas exposições indivuduais, ambas no Museu Nacional de Belas Artes, nos anos de 1946 e 1956. Participou também de diversas coletivas, dentre as quais se destacam o Salão dos Independentes, em Paris (diversas edições entre 1908 e 1955); o Salão Nacional de Belas Artes, no Rio de Janeiro (1941) e 1º Salão Municipal de Belas Artes do Rio de Janeiro (1949).
Em 1944, Pierrefort ficou viúva, no entanto, mesmo sozinha no Brasil, resolveu não retornar à França naquele momento. Voltaria anos mais tarde, em 1950, e lá permaneceria até 1959, quando então retornaria definitivamente para o Brasil. Seu atelier no bairro da Glória era frequentado por muitos artistas iniciantes, que com ela aprediam as técnicas impresssionistas. Mais tarde, alguns deles se tornariam afamados pintores, tal como o diplomata Sergio Telles. Mesmo sozinha e viúva, Pierrefort ainda pintaria por quase mais uma década no Brasil, até sua morte, ocorrida em 24 de dezembro de 1968, no Rio de Janeiro.
Antes de falecer, residiu durante seis meses no Asilo São Luiz para Velhice, no Rio de Janeiro. Enquanto isso, seus gatos viviam sozinhos em seu atelier e apartamento, sendo apenas alimentados por amigos. Após sua morte, muitas telas de Pierrefort ainda estavam lá, porém grande parte delas havia sido danificada, e até destruída pela umidade e pelos felinos. O pintor Sergio Telles, seu amigo e seguidor, cuidadosamente restaurou o que havia sobrado da obra de Nivouliès de Pierrefort. Em seguida, dedicou o livro "Marie Nivouliès" em sua homenagem publicado pela Galeria Wildenstein de Buenos Aires em 1977, que promoveu uma exposição póstuma da artista. Além do texto de Sergio Telles no referido livro participaram da obra os críticos Raymond Cogniat, Paris; Rafael Squirru, Buenos Aires;  e Mário Barata, Rio de Janeiro. Após a mostra na Wildenstein de Buenos Aires, Sergio Telles promoveu retrospectiva da obra de Marie Nivouliès no Museu Nacional de Belas Artes do Rio de Janeiro, no MASP, no Museu de Arte de Buenos Aires; e no Museu Nacional de Toulon, terra natal da artista.
Quase 20 anos depois de sua morte, uma galeria de arte carioca organizou sua última grande exposição comercial, no Rio de Janeiro, oportunidade última que teve o público de arte para adquirir uma obra diante de variadas opções de escolha.
Em 1992 foi exibida a última mostra da pintora, intilutada Natureza: quatro séculos de arte no Brasil, no Centro Cultural Banco do Brasil, Rio de Janeiro.